# فهرست گنجینه‌های ملی ژاپن (نقاشی)

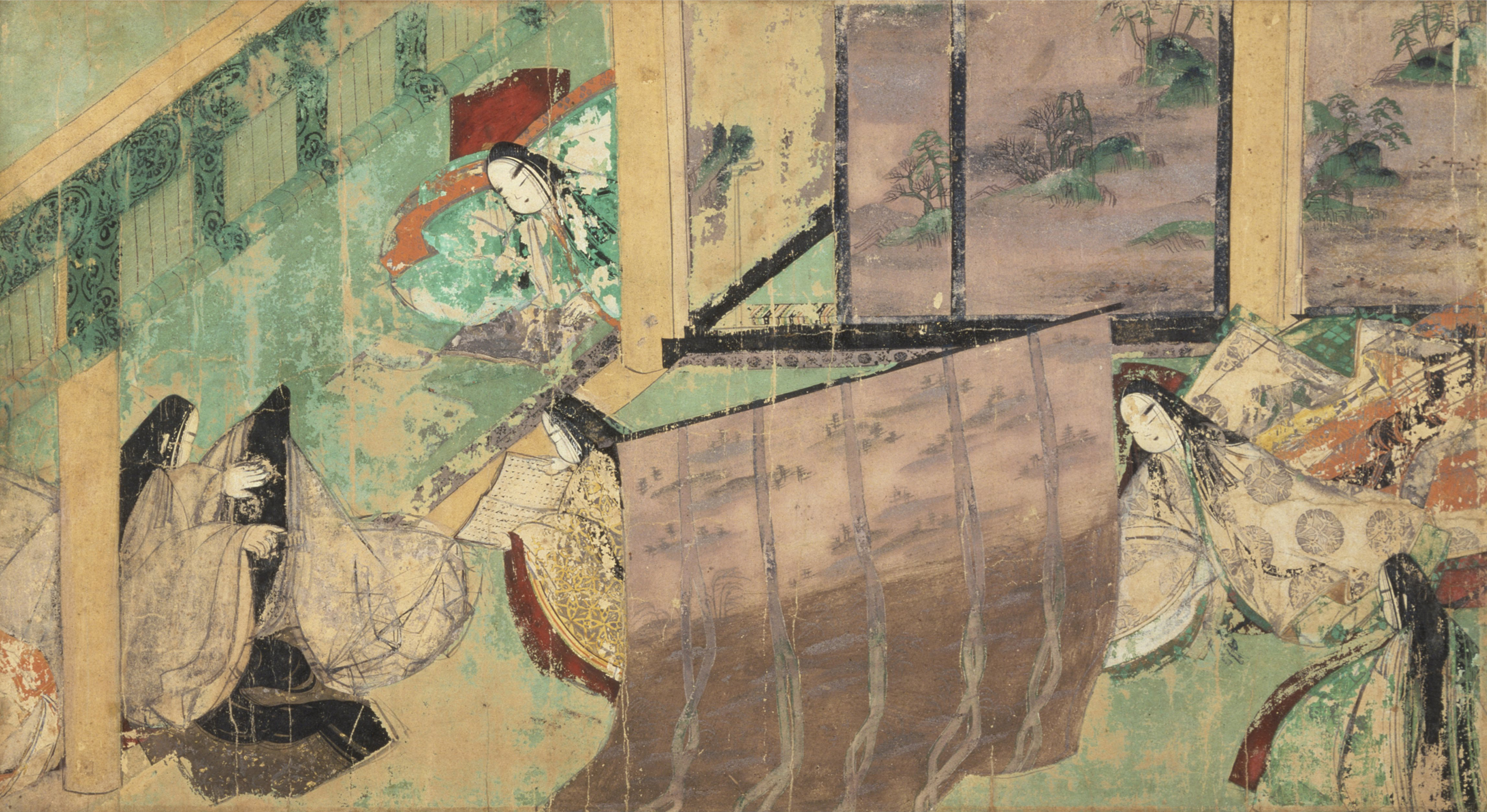
زنان در کف خانه ای با درهای کشویی نشسته‌اند. تصویری از
گنجی مونوگاتاری اماکی، طوماری مصور از داستان گنجی، قرن دوازدهم

فهرست گنجینه‌های ملی ژاپن (انگلیسی: List of National Treasures of Japan) اصطلاح «گنجینه ملی» از سال ۱۸۹۷ در ژاپن برای نشان دادن ملاک‌های فرهنگی استفاده می‌شود. از زمان پیدایش این اصطلاح، تعریف و معیارها تغییر کرده است. این تابلوها به تعریف فعلی پایبند هستند و در زمان اجرای قانون حمایت از اموال فرهنگی در ۹ ژوئن ۱۹۵۱ به عنوان گنجینه ملی معرفی شدند. به این ترتیب، انتقال آنها محدود است و امکان صدور آنها وجود ندارد. مالکان موظفند هرگونه تغییر در گنجینه ملی مانند خسارت یا از دست دادن و نیاز به دریافت مجوز برای تغییر مکان، انتقال مالکیت یا تعمیرات مورد نظر را اعلام کنند. آیتم‌ها توسط وزارت آموزش، فرهنگ، ورزش، علوم و فناوری بر اساس «ارزش تاریخی یا هنری بالا» انتخاب می‌شوند. این فهرست شامل ۱۶۶ نقاشی از قرن هفتم دوره آسوکا تا اوایل قرن نوزدهم دوره ادو است. در واقع تعداد نقاشی‌های ارائه شده بیش از ۱۶۶ نقاشی است، زیرا در برخی موارد گروه‌هایی از نقاشی‌های مرتبط با هم ترکیب می‌شوند تا یک ورودی واحد را تشکیل دهند. نقاشی‌های فهرست شده بودیسم مضامین، مناظر، پرتره‌ها و صحنه‌های دربار را نشان می‌دهد. برخی از نقاشی‌ها مستقیماً از چین وارد شده‌اند. عنوان آثار به جای عناوین هنرمندان توصیفی است؛ بنابراین می‌توان نام‌های جایگزین را برای یک اثر معین در ادبیات پیدا کرد.